# Catumbela (kommun)
Catumbela är en kommun i Angola.   Den ligger i provinsen Benguela, i den västra delen av landet, 400 kilometer söder om huvudstaden Luanda.
Trakten runt Catumbela består i huvudsak av gräsmarker. Runt Catumbela är det ganska glesbefolkat, med 24 invånare per kvadratkilometer. Savannklimat råder i trakten. 